# Франклин-нэшвиллская кампания
Франклин-нешвиллская кампания или Теннессийская кампания Худа (17 сентября — 27 декабря 1864 года) — одна из кампаний на Западном Театре американской гражданской войны. Теннессийская армия под командованием Джона Худа направилась на север от Атланты, угрожая коммуникациям армии генерала Уильяма Шермана. После короткого преследования Шерман вернулся в Атланту и начал свой «марш к морю», поручив генералу Джорджу Томасу самому разобраться с армией Худа.
Худ рассчитывал разгромить армию Джона Скофилда до того, как тот успеет соединиться с Томасом, и атаковал его 29 ноября при Спринг-Хилл, но Скофилд смог отойти. На следующий день Худ атаковал армию Скофилда на укреплённых позициях у Франклина и понёс большие потери, при этом Скофилд сумел отойти и соединиться с армией Томаса в Нешвилле. 15—16 декабря армия Томаса атаковала Худа при Нешвилле; Худ был разбит и отступил к Тьюпело. Вскоре после этого Худ подал в отставку и Теннессийская армия фактически перестала существовать.